# Inverterad population
Inverterad population innebär att ett system av atomer har fler atomer i det högre energitillståndet än i det lägre, det vill säga {\displaystyle N_{2}>N_{1}} där {\displaystyle N_{2}} är antalet atomer i nivån med högre energi.
I detta tillstånd är sannolikheten för stimulerad emission större än för absorption.